# ユダヤ人問題の最終的解決

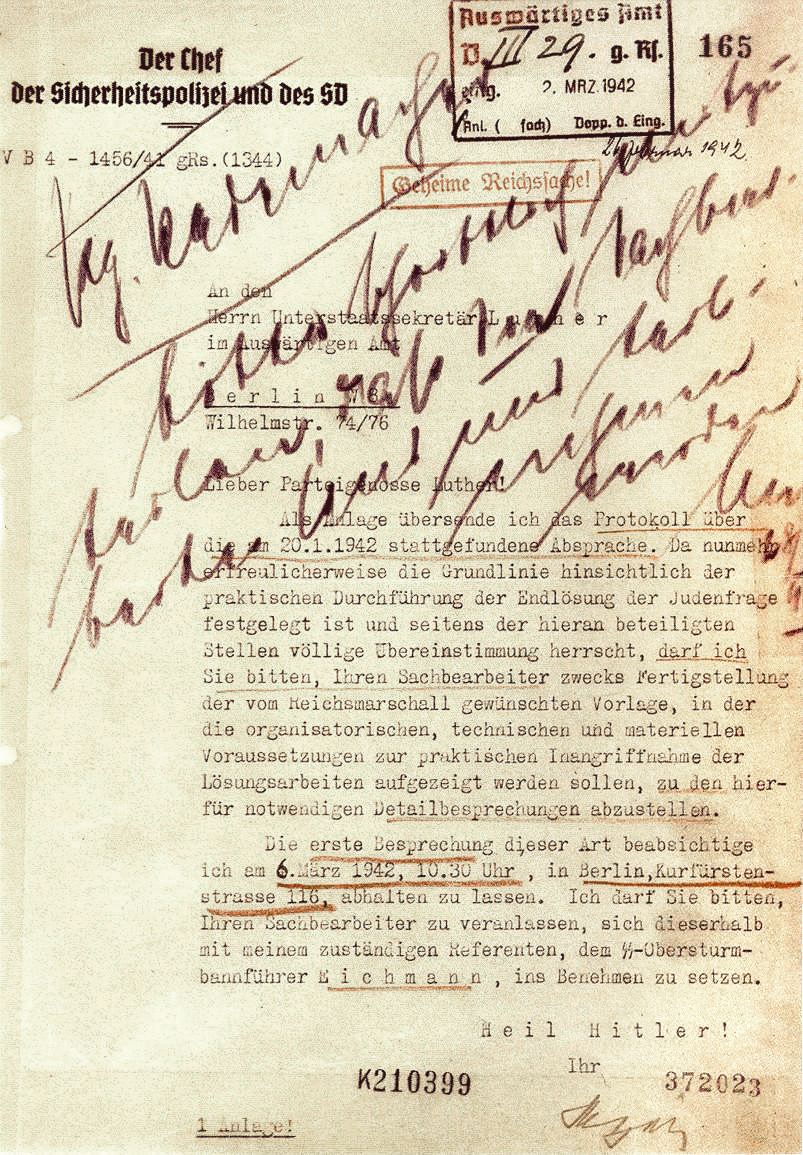
1942年2月26日に出したドイツの外交官マルティン・ルターへの手紙で、ラインハルト・ハイドリヒは「ユダヤ人問題の最終的解決 (Endlösung der Judenfrage)」の実行における行政上の援助をルターに求め、ヴァンゼー会議の決定を推進する。ヴァンゼー会議の記念館におけるこの手紙の写本と英語訳を参照。

ユダヤ人問題の最終的解決（ユダヤじんもんだいのさいしゅうてきかいけつ、エントレーズング、独: die Endlösung der Judenfrage、英: the Final Solution to the Jewish Question）とは、第二次世界大戦中、ヨーロッパにおけるユダヤ人に対して組織的にホロコースト（大量虐殺）を行うナチス・ドイツの計画のことを指す。

## 概要
翻訳によっては、「的」の字がないユダヤ人問題の最終解決と書かれる場合もある。この用語は、虐殺の推進を管理していた親衛隊中佐アドルフ・アイヒマンにより作られた言い回しである。この表現には、ヨーロッパのユダヤ人の存在自体が「問題」であるというナチスの信条と姿勢を反映していた。
最終的解決の計画が完全に準備される1942年よりも前に、既に100万人に近いユダヤ人が大量殺害されていた。しかし、「死の収容所」とも呼ばれる絶滅収容所を建設し、ユダヤ人の大量殺害を工業的に行うことを本気で開始したのは、ヨーロッパに住む全てのユダヤ人を根絶させることを決定したとき以降であった。この決定は、1942年1月20日にベルリンのヴァンゼー（ヴァン湖）にある別荘でのヴァンゼー会議においてなされた。その会議では、「ユダヤ人問題の最終的解決」を決定した、ナチスの高官の集団により行われた議論があった。この会議の記録と議事録は、戦争終結時に連合国によって完全な形で発見され、ニュルンベルク裁判で価値ある証拠として提出されることになる。
1942年春、それ以前に死の部隊や大量殺戮により既に数十万のユダヤ人が殺されていたが、ラインハルト作戦 (Operation Reinhard) によって、ユダヤ人の組織的な根絶が開始された。1943年10月6日のポーゼン会議におけるハインリヒ・ヒムラーの発言によって、初めて、帝国の集められたリーダーたちの前で「最終的解決」が実際に意味しているものが、簡潔で残忍な表現で説明された。

## 歴史学的な考察
第二次世界大戦が始まる前の1939年1月30日の政権獲得6周年記念の式場、総統アドルフ・ヒトラーはヨーロッパでいずれ発生するホロコーストを予言するかのような発言を行った。これはヒトラーのユダヤ人絶滅計画の存在を、暗示していたとも解釈されている。
歴史家のあいだで現在でも議論の対象となるのは、ヨーロッパのユダヤ人を根絶する決定をナチスの高官らがくだしたのは、正確にはいつのことかという問題である。最終的解決の概要が1941年の夏から秋にかけて徐々に行われた点については、意見の一致が見られる。
ホロコーストの研究家クリストファー・ブラウニングは、ユダヤ人を根絶するという決定は、2段階で行われたと述べている。第一段階は1941年7月、親衛隊の特別編成部隊である国家保安本部特別行動部隊（アインザッツグルッペン）がドイツ軍占領下のロシアでユダヤ人を大量虐殺した。第二段階は1941年10月、残るヨーロッパのユダヤ人を根絶するというものであった。この視点では広い証拠が存在する。たとえば、1941年7月31日、ヒトラーの指示のもと、ヘルマン・ゲーリングがSSのナンバー2であるラインハルト・ハイドリヒに「ユダヤ人問題の最終的解決を望ましい形で実行するために必要な行政的なシステムと金銭的な方策の計画を可能な限りすぐ自分に提出するように」命令した。
クリスティアン・ゲルラッハは異なる時系列を主張している。1941年12月12日のナチス党全国指導者 (Reichsleiter) と地方組織である大管区指導者 (Gauleiter) の集会での演説が行われた際に、決定はヒトラーにより提案されたというものである。ヒトラーの個人的な発言の翌日の1941年12月13日の日誌の記録では、ヨーゼフ・ゲッベルスは、以下のように記述している。
この決定後、最終的解決を効果的に行う計画が立てられた。
たとえば、12月16日に、ポーランド総督府の高官による集会で、ポーランド総督ハンス・フランクはヒトラーの演説を引用して、ユダヤ人の根絶を行うと言うことを記述している。
これらの発言に基づいて、戦後行われたニュルンベルク裁判では、ヒトラーはユダヤ人を絶滅させる計画を持ち、それを実行に移すようナチス党員に命令したと言う司法判断が下されている。しかし当時、そのようなユダヤ人絶滅のためのヒトラーの命令文書や計画書は発見されておらず、現在（2024年）に於いても発見されていない。このため、ヒトラーのユダヤ人絶滅命令は、それ自体が存在しなかったとする説も浮上している。

## マダガスカル計画
フランスがドイツに降伏した1940年頃、ヨーロッパの全ユダヤ人をフランス領であったマダガスカルへ送るという漠然とした計画が立案された。アドルフ・アイヒマンは1942年のヴァンゼー会議以前にはこの選択を支持していたが、この会議の席上で、"最終的解決"が何を意味するかということを告げられた。SS長官のヒムラーは1940年に、一民族を根絶させるというのは共産主義的なやり方であるとして却下するならばアフリカ等に強制移住させるのが最も穏便かつ最善の策だと述べていた。この計画は英国が降伏後イギリス海軍を使用して行うこととなったが、イギリスは降伏せず、マダガスカル計画は放棄された。

## 最初の絶滅収容所
1941年11月1日に、最初の絶滅収容所が建築された。ベウゼツ (Belzec)、ソビボル (Sobibor)、トレブリンカ (Treblinka)、ヘウムノ (Chełmno)、マイダネク (Majdanek)、そして、最後にはアウシュヴィッツ＝ビルケナウの順に建設された。ユダヤ人の大量虐殺は、1942年の初めに開始された。

## 脚註